# Me'ir Pa'il
Me'ir Pa'il (hebrejsky מאיר פעיל, rodným jménem Me'ir Pilevski, מאיר פילבסקי, narozen 19. června 1926 – 15. září 2015) byl izraelský vojenský historik, politik a bývalý poslanec Knesetu za strany Moked a Machane smol le-Jisra'el.

## Biografie
Narodil se v Jeruzalému. Vystudoval obecné dějiny a blízkovýchodní studia na Telavivské univerzitě. Získal doktorát z obecných a vojenských dějin. V letech 1943–1948 sloužil v jednotkách Palmach, pak sloužil v izraelské armádě. Byl velitelem ústřední důstojnické školy a ředitelem oddělení vojenské teorie při generálním štábu. Z armády odešel s hodností plukovníka (Aluf Mišne) v roce 1971. Je zakladatelem Společnosti pro vojenské dějiny.

## Politická dráha
V roce 1973 zakládal hnutí Smol Jisra'eli Chadaš (Nová izraelská levice). V roce 1973 se také stal předsedou strany Moked. Za ni poprvé zasedl v izraelském parlamentu po volbách v roce 1973. Stal se členem výboru pro vzdělávání a kulturu. V roce 1977 zakládal formaci Machane smol le-Jisra'el (Levicový tábor Izraele), na jejíž kandidátce se dostal do Knesetu po volbách v roce 1977. Nastoupil jako člen do parlamentního výboru pro vzdělávání a kulturu, výboru práce a sociálních věcí a výboru pro imigraci a absorpci. Předsedal společnému výboru pro požár plynového zásobníku v Ejn Kerem. Mandátu se ovšem vzdal předčasně v průběhu funkčního období, v květnu 1980. Šlo o součást předem dohodnuté rotace lidí na kandidátce.